# Княгинин (станція)
Княги́нин (біл. Княгі́нін) — проміжна залізнична станція Мінського відділення Білоруської залізниці на лінії Полоцьк — Молодечно між зупинними пунктами Кривичі (10,2 км) та Нивки (5 км). Розташований у однойменному селі Княгинин Мядельського району Мінської області.

## Історія
Станція відкрита 1904 року.
Під час Першої світової війни важливе значення мала залізнична станція Кривичі, що розташовувалася у Княгинині (нині — залізнична станція Княгинин). На німецьких військових картах того часу на місці сучасного Княгинина було позначено лише село Васюльки.
У вересні 1915 року Княгинин піддався значному руйнуванню через нашестя німецької кавалерії під час Свенцянського прориву. У районі залізничної станції стався бій між німецькими кавалеристами та російськими бійцями з 4-го стрілецького полку. За спогадами генерала Володимира Джунковського, командира бригади 8-ї Сибірської стрілецької дивізії, при станції Кривичі розташовувався в шатрах 2-й Іверський госпіталь.
28 березня 1916 року зі станції Кривичі до селища Вузла прибув великий князь Георгій Михайлович (Романов) для нагородження відзначених учасників Нароцької операції. На станції Кривичі була виставлена почесна варта, яка в останню мить була скасована.
Під час Другої світової війни, з початку липня 1941 року до червня 1944 року Княгинин перебував під окупацією. Звільнений партизанами бригадами імені С. М. Будьонного та імені Л. М. Доватора, які утримували станцію і селище до підходу радянської армії. У 2017 році статус учасника війни отримала розвідниця загону імені Семена Будьонного — Подберезко Варвара Федорівна, яка під час війни мешкала біля залізничної станції. Згідно повідомленню № 6 командира загону І. С. Рябко, 18 травня 1944 року о 12 годині була проведена диверсія в містечку Молодечно: зв'язковою Бобрович Тетяною з села Альсевічі і Подберезною Варварою зі санції Княгинин було продано масло, отруєної сулемою на станції Княгинин німецькому офіцерові, якого викликали у Молодечно, де і з'їли цю олію, в результаті чого загинули 3 німецьких офіцера.
12 листопада 1966 року населені пункти Княгинин, селище залізничної станції Княгинин, Старо-Княгинин, Мітьковічі, Васюлькі були об'єднані у село Княгинин.

## Пасажирське сполучення
Приміське сполучення здійснюється поїздами регіональних ліній економкласу до станцій Крулевщизна, Молодечно, Полоцьк та міжрегіональні поїзди до станцій Мінськ, Вітебськ та Полоцьк.